# Maniobra de Herbst

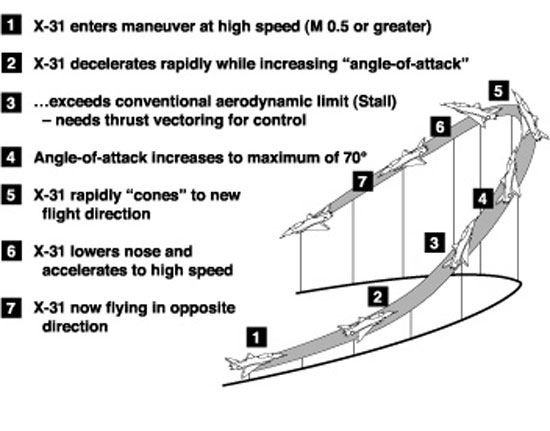
Diagrama de la maniobra Herbst. (NASA)

La maniobra Herbst (también conocida como Giro en J) es una maniobra de combate aéreo que utiliza la tecnología post-estancamiento como  vectorización del empuje y controles de vuelo avanzados para lograr altos ángulos de ataque.  La maniobra Herbst permite a|  un avión invertir rápidamente la dirección utilizando una combinación de alto ángulo de ataque y balanceo. Aunque está categorizada con la Cobra de Pugachev, que es popular en los airshows, la maniobra Herbst se considera más útil en combate.
La maniobra Herbst debe su nombre a Wolfgang Herbst, empleado de Messerschmitt-Bölkow-Blohm (MBB). Herbst fue el iniciador del Rockwell SNAKE, que constituyó la base del proyecto Rockwell-MBB X-31, y uno de los desarrolladores originales de la tecnología post-estancamiento. La maniobra Herbst fue realizada por primera vez por un X-31 el 29 de abril de 1993.